# Hartmann von Moos
Hartmann von Moos (* 11. April 1737 in Trimmis; † 1803 in Katharinenstadt) war ein Schweizer reformierter Geistlicher aus dem Kanton Graubünden.

## Leben
Hartmann von Moos entstammte einer Familie, die ursprünglich in Malans GR beheimatet war. Zunächst studierte er an der Universität Zürich und wechselte 1758 zu jener in Basel. In Flims wurde er am 14. Juni 1759 in die evangelisch-rätische Synode aufgenommen, womit er als Pfarrer tätig sein durfte. 1762  übernahm er eine Pfarrstelle. Bis 1775 hatte er in mehreren Dörfern des Kantons Dienste als Pfarrer geleistet, dann übernahm er die Gemeinde Glaris. Dort kam es zu einem Konflikt mit dem Pfarrer Johannes Leonhardi, der in einer Leichenpredigt von von Moos Einflüsse des Pietismus sah. Am 26. November 1775 wehrte von Moos sich gegen die Vorwürfe, musste aber im folgenden Jahr das Pfarramt niederlegen. Bei dem Streit der Synode um die Herrnhuter Brüdergemeine unterstützte er diese. 1778 suchte die Brüdergemeine einen Pfarrer der reformierten Gemeinden in Katharinenstadt in der Nähe der Wolga in Russland. Da er die Brüdergemeine unterstützt hatte, war deren Leitung auf ihn aufmerksam geworden. Sie bot ihm die Stelle an und im Mai 1779 nahm von Moos sie ein. Etwa ein halbes Jahr später wurde ihm die Leitung 40 weiterer Kolonien aufgetragen; die Aufgabe teilte er sich mit Johannes Janett, der ebenfalls Bündner Pfarrer war. Die dortigen Gemeinden prägte er gemäss der Brüder-Gemeine. 1803 starb von Moos in Katharinenstadt.

## Werk
- Antwort auf den Herrn Anstistes Johohannes Leonhardi wider meinen Leichpredigt vor einem hoch- und wohlweisen kleinen Rath geachten Oppositiones (Davos 1775)